# 442721 Kerouac
442721 Kerouac è un asteroide areosecante. Scoperto nel 2009, presenta un'orbita caratterizzata da un semiasse maggiore pari a 2,1700563 au e da un'eccentricità di 0,2450784, inclinata di 6,05401° rispetto all'eclittica.